# Nettomethode
Die Nettomethode, auch Equitymethode, bezeichnet in der Finanzwirtschaft eine Form der Discounted Cash-Flow-Methode zur Unternehmensbewertung. Sie ist das Gegenteil der Entity-Methode.
Wie oft in der Finanzwirtschaft werden die Zahlungen des Unternehmens, vereinfachend gesagt, in Zahlungen von und an Eigenkapitalgeber (d. h. Aktionäre u. ä.) bzw. von und an Fremdkapitalgeber (Bank u. ä.) eingeteilt. Wie bei jeder Unternehmensbewertung versucht man, den Wert eines Unternehmens aus der Sicht der Eigenkapitalgeber (d. h. Aktionäre u. ä.) zu ermitteln. Wie bei jeder Discounted Cash-Flow-Methode macht man das dadurch, dass man den derzeitigen Wert zukünftiger erwarteter Cash-Flows (d. h. Ein- und Auszahlungen in und aus dem Unternehmen) durch ihre Abzinsung ermittelt. Als Zinssatz für die Abzinsung werden dabei, meistens und vereinfachend gesagt, die besten Zinsen herangezogen, die die Eigenkapitalgeber über den betrachteten Zeitraum bei Bank, bei anderen Unternehmen oder sonst wo bei gleichem Risiko erzielen könnten (d. h. der beste Marktzinssatz).
Bei der Nettomethode, als Unterform der Discounted Cash-Flow Methode, werden von den zukünftigen Cash-Flows nur die Zahlungen an die Eigenkapitalgeber (d. h. Dividenden u. ä.) berücksichtigt. Der Zinssatz für die Abzinsung muss entsprechend angepasst werden: es wird die sogenannte risikoangepasste Renditeforderung herangezogen, die meistens anhand des Capital Asset Pricing Models berechnet wird. Risikoangepasst heißt, dass das Risiko, dass die Zahlung nicht erfolgt, bereits berücksichtigt ist. Renditenforderung heißt, vereinfachend gesagt, jener Zinssatz (Rendite), den die Eigenkapitalgeber (und nicht die Fremdkapitalgeber) vom betrachteten Unternehmen fordern, da sie sonst in andere Unternehmen investieren könnten (d. h. der beste Marktzinssatz für Eigenkapitalgeber).